# Neponset (Illinois)
Neponset es una villa ubicada en el condado de Bureau en el estado estadounidense de Illinois. En el Censo de 2010 tenía una población de 473 habitantes y una densidad poblacional de 174,93 personas por km².

## Geografía
Neponset se encuentra ubicada en las coordenadas 41°17′49″N 89°47′22″O / 41.29694, -89.78944. Según la Oficina del Censo de los Estados Unidos, Neponset tiene una superficie total de 2.7 km², de la cual 2.7 km² corresponden a tierra firme y (0%) 0 km² es agua.

## Demografía
Según el censo de 2010, había 473 personas residiendo en Neponset. La densidad de población era de 174,93 hab./km². De los 473 habitantes, Neponset estaba compuesto por el 94.08% blancos, el 1.27% eran afroamericanos, el 0.63% eran amerindios, el 0.21% eran asiáticos, el 0% eran isleños del Pacífico, el 1.06% eran de otras razas y el 2.75% pertenecían a dos o más razas. Del total de la población el 3.59% eran hispanos o latinos de cualquier raza.